# Граматте, Вальтер
Вальтер Граматте (нем. Walter Gramatté; 8 января 1897, Берлин — 9 февраля 1929, Гамбург) — немецкий художник.

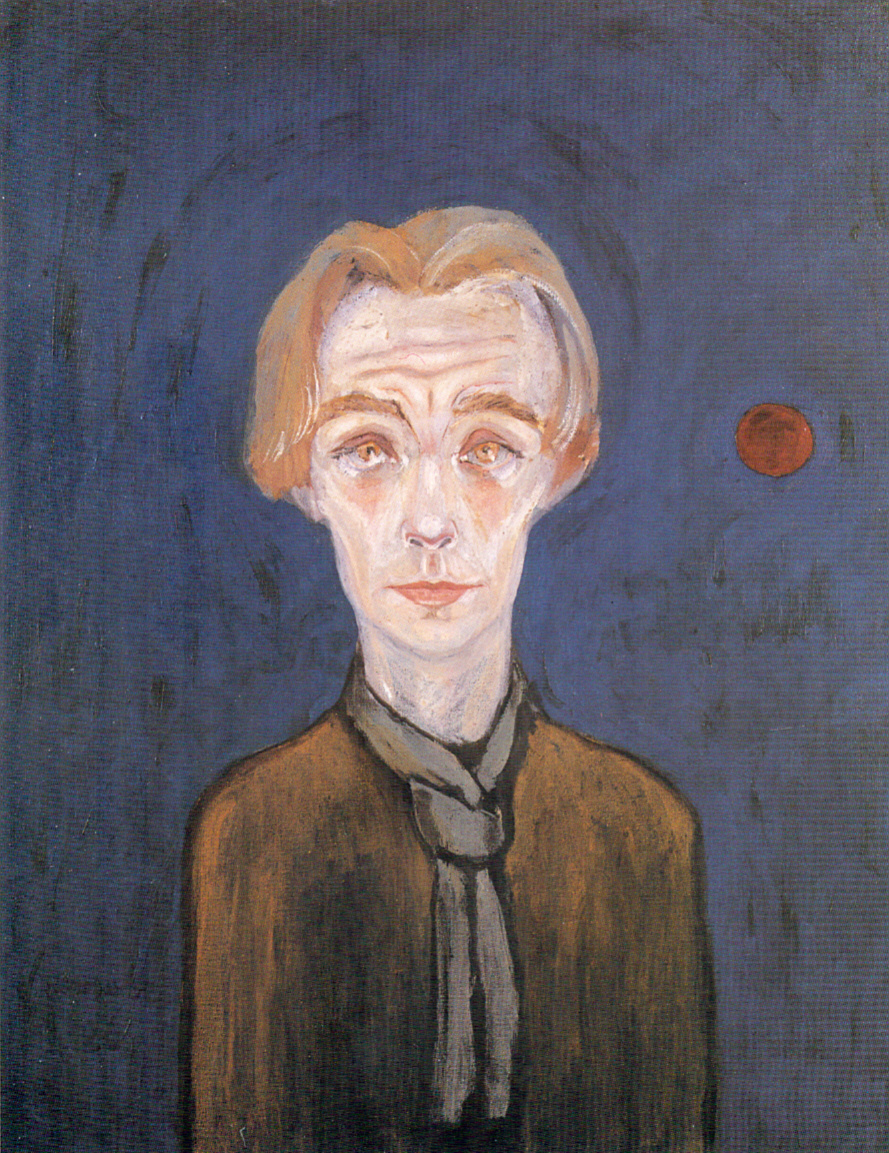
Вальтер Граматте. Автопортрет с красной луной, 1926

Во время Первой мировой войны служил в армии. С 1919 г. участвовал в художественной жизни Берлина, был близок к Эриху Хеккелю. 31 декабря 1920 года женился на пианистке и скрипачке Соне Фридман, жил с ней в Берлине и (в 1924—1926 гг.) в Барселоне, оформил её балет «Цыганка». Рисовал маслом и акварелью испанские пейзажи (Барселона, Гранада, Альмерия, Кадис) в стилистике, переходящей от экспрессионизма к магическому реализму. Много работал в области ксилографии, литографии, рисунка, оставил около 200 автопортретов и 120 этюдов своей жены. Умер от туберкулёза.

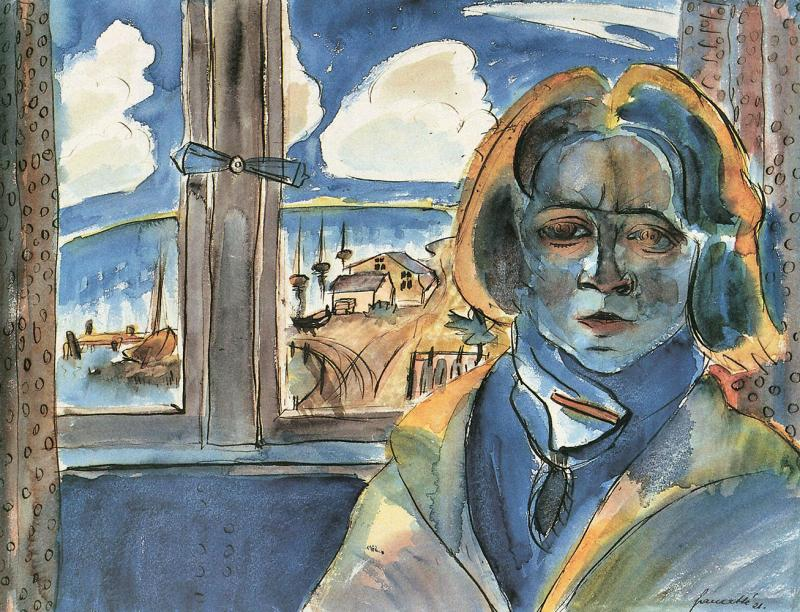
Вальтер Граматте. Девушка у окна (Соня Граматте), 1921

В 1932 г. Соня Фридман-Граматте вместе с искусствоведом Фердинандом Экхардтом, своим будущим вторым мужем, подготовила и провела в Гамбурге мемориальную выставку Граматте, которая затем была провезена по семи другим городам Германии и закрыта пришедшими к власти фашистами в рамках их борьбы с «дегенеративным искусством».